# Kurucles
Kurucles  (németül Kreutzenwinkel) Budapest egyik  városrésze a II. kerületben és ez a neve az itt található völgynek is Kuruclesi-völgy.

## Fekvése

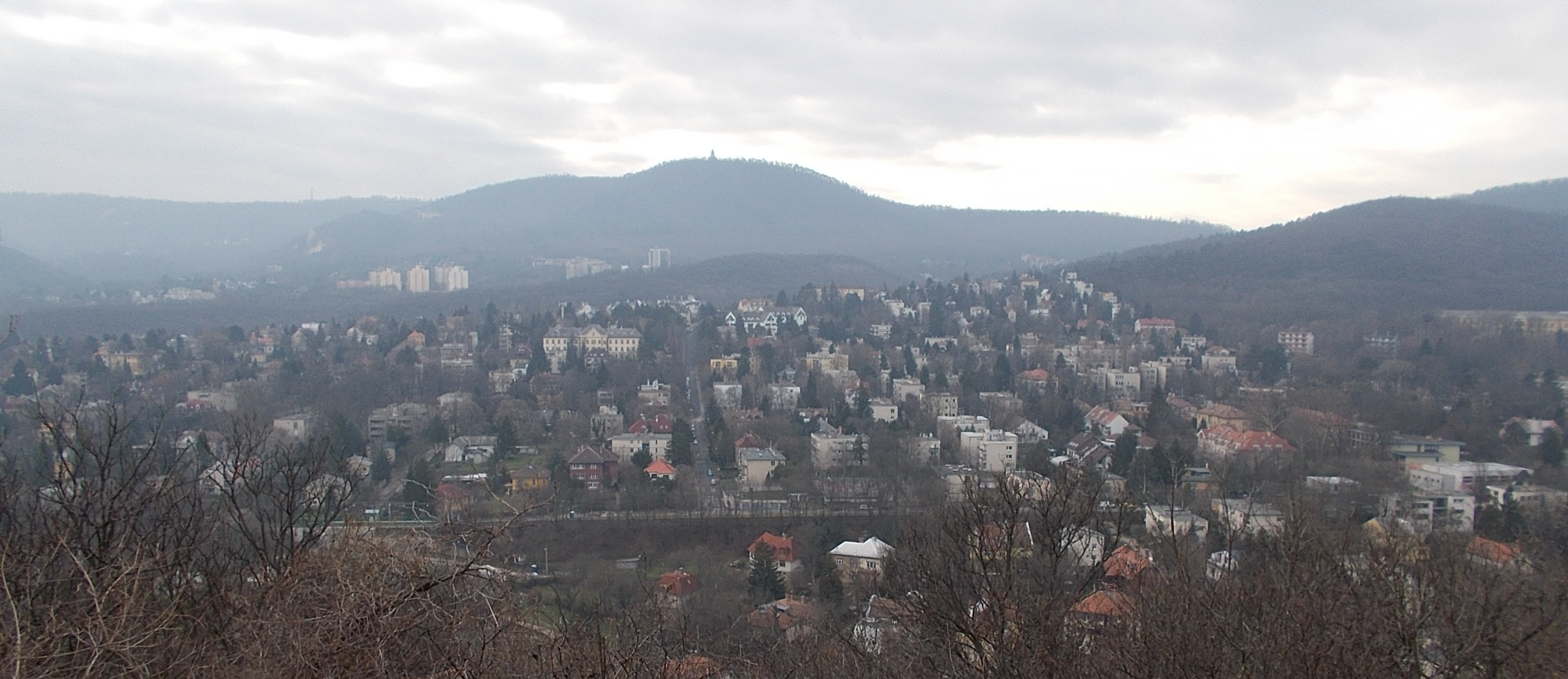
Kurucles az Apáthy szikláról, a távolban a János-hegy magasodik

Határai: Hárshegyi út a Budakeszi úttól – Mária út – Széher út – Lipótmezei út – Hűvösvölgyi út  – Bognár utca – Budenz út – Kuruclesi út - Budakeszi út a Hárshegyi útig.

## Története
1847-ben kapta a nevét a dűlőkeresztelő alkalmával az addigi Maxengraben és Kreutzenwinkel helyett. A mai elnevezés arra utal, hogy a Rákóczi-szabadságharc idején a császár hűségén maradt Buda városát a kurucok innen indulva támadták meg. Joan Ferdinand Miller 1760-ban rendkívüli vakmerőségükről ír.